# Cobas (San Cristóbal de Cea)
Cobas (llamada oficialmente Santa María de Covas) es una parroquia y un lugar del municipio español de San Cristóbal de Cea, en la provincia de Orense, Galicia.

## Toponimia
La parroquia también es conocida por el nombre de Santa María de Cobas.

## Organización territorial
La parroquia está formada por seis entidades de población:
- Ardesende
- Bustelo
- Cobas (Covas)
- Grela (A Agrela)(A Grela)
- Mosteirón
- Ricobelo (Ricovelo)

## Demografía

### Parroquia
| Gráfica de evolución demográfica de Cobas (parroquia) entre 2000 y 2023 |
|                                                                         |
| Datos según el nomenclátor publicado por el INE.                        |

### Lugar
| Gráfica de evolución demográfica de Cobas (lugar) entre 2000 y 2023 |
|                                                                     |
| Datos según el nomenclátor publicado por el INE.                    |